# Augochloropsis janeirensis
Augochloropsis janeirensis là một loài Hymenoptera trong họ Halictidae. Loài này được Cockerell mô tả khoa học năm 1900.